# Mona FM
 (juin 2019).
Si vous disposez d'ouvrages ou d'articles de référence ou si vous connaissez des sites web de qualité traitant du thème abordé ici, merci de compléter l'article en donnant les références utiles à sa vérifiabilité et en les liant à la section « Notes et références ».
Mona FM est une radio française régionale diffusant dans le Nord-Pas-de-Calais, créée le 24 décembre 1981 par son fondateur Joël Gruson, nommée en l'honneur de sa femme, Mona. Les studios étaient alors situés dans sa cave. La station est axée sur les tubes des années 70 à aujourd'hui. Elle aujourd'hui dirigée par Rudy Gruson depuis Septembre 1998[réf. nécessaire].

## Historique
Le 24 décembre 1981, fut créée Radio Mona par Joël Gruson, par amour pour sa femme Mona Gruson, rebaptisée par la suite Mona FM. La radio débute alors dans la maison personnelle de Joël et Mona Gruson pendant 4 ans. La radio sera ensuite autorisée le 1er octobre 1983 sur 91,4 MHz. En 1985, la radio connaît alors un très grand succès[réf. nécessaire] et loue un local de 50 m2 à la ville d'Armentières. Des animateurs bénévoles se sont joints au duo d’origine. 
En 1991, l'antenne, jusqu'alors toujours sur le toit de la maison personnelle de Joël Gruson est déplacée dans une petite ville près de Lille où l'écoute a nettement augmenté[réf. nécessaire]. 1998 voit l'arrivée de Rudy Gruson, fils de Mona et Joël en tant que directeur d'antenne et des programmes. En 1999, des changements ont lieu : l'entrée de la radio dans le groupement des indépendants pour la diffusion de messages publicitaires à l'échelon national.  Le déménagement dans un local de 400 m2 permettant de recevoir des artistes de la chanson dans de meilleures conditions[réf. souhaitée]. 
En 2001, nouveau site d'émission : Mona FM émet depuis le 20 mars 2001 depuis la tour DTRN de Villeneuve-d'Ascq et diffuse dans toute la région. En 2002, fut créé un nouveau format avec une programmation cohérente[Quoi ?] : mise en place d'une nouvelle grille de programmation gérée par le directeur d'antenne et des programmes. Le format reste donc cohérent[Quoi ?] et la programmation uniforme[Quoi ?] donne un résultat très satisfaisant[réf. nécessaire]. 
En 2003, record d'audience depuis la création de la radio (1981) : le sondage Médiamétrie réalisé sur la période septembre 2002 - juin 2003, indique que Mona FM réalise sa meilleure audience depuis sa création.
En juillet 2005, Mona FM bat son record d'audience[réf. nécessaire] détenu depuis 2003 et voit ainsi son audience grimper à près de 80 000 auditeurs quotidiens. En septembre 2005, changement de logo pour Mona FM. Ce nouveau logo remplace celui créé en 1998.
En janvier 2006, Mona FM reste la première radio musicale en part d'audience sur la métropole lilloise[réf. nécessaire].
En mai 2006, nouveau studio entièrement numérique et totalement créé par un architecte[pertinence contestée] qui met en avant le côté populaire en associant le high tech d'un studio moderne et design[Quoi ?]. En août 2007, nouvelle Mona-mobile[Quoi ?] et style Power-Flowers[Quoi ?].
Dans le cadre de l'appel à candidatures lancé le 13 novembre 2007 dans la région Nord-Pas-de-Calais pour l'attribution de nouvelles fréquences radio, un dossier de candidature est déposé afin d'obtenir plusieurs nouvelles fréquences (Lens, Béthune, Dunkerque, Calais, Arras).
Le 1er mars 2008, nouveau site internet pour Mona FM, la fréquentation passe de 60 000 pages vues par mois à 200 000 pages pour 30 000 visiteurs uniques[pertinence contestée]. Le 3 juin 2008, le CSA présélectionne le projet et attribue la fréquence 90,3 MHz à Mona FM pour une diffusion sur Arras. En septembre 2008, deux nouvelles Mona Mobiles[Quoi ?] arrivent sur les routes du Nord et du Pas De Calais. Le 30 octobre 2008, Mona FM démarre un nouvel émetteur a Arras sur la fréquence 90,3 MHz.
Le 5 janvier 2009, Mona FM entreprend une refonte à son site Web[pertinence contestée]. Le 12 janvier 2009, Ouverture du Grand Studio de Mona FM, la radio s'offre un studio de 150 m2 pour recevoir des artistes en public devant 70 invités avec possibilité d'organiser des concerts privés diffusés en direct sur l'antenne. Les invités en 2009 sont[réf. nécessaire] : Natasha St-Pier, Hélène Segara, Nicole Croisille, Charles Dumont, Franck Michael, Dany Brillant, Amaury Vassili, Emmanuel Moire, Sliimy, Julie Pietri…
En novembre 2010, le Conseil supérieur de l'audiovisuel sélectionne le dossier de Mona FM pour l'obtention d'une nouvelle fréquence à Lens sur le 101,9 MHz. Le 8 février 2011 à 15 h 30, Mona FM Lens démarre ses émissions.
En janvier 2016, nouvelle identité visuelle pour Mona FM avec un logo totalement repensé et relooké pour mettre en avant la nouvelle programmation.
En Juin 2018, démarrage d'un émetteur DAB+ situé sur la tour DTRN de Villeneuve d'Ascq (même site que l’émetteur FM). Mona FM entend asseoir sa couverture DAB+ sur toute la région des hauts de France puisque la station a postulé sur le MUX Lille étendu

## Identité de la station

### Logos

Logo de Mona FM de septembre 1998 à septembre 2005
Logo de Mona FM de septembre 2005 à février 2010
Logo de Mona FM de février 2010 à décembre 2015
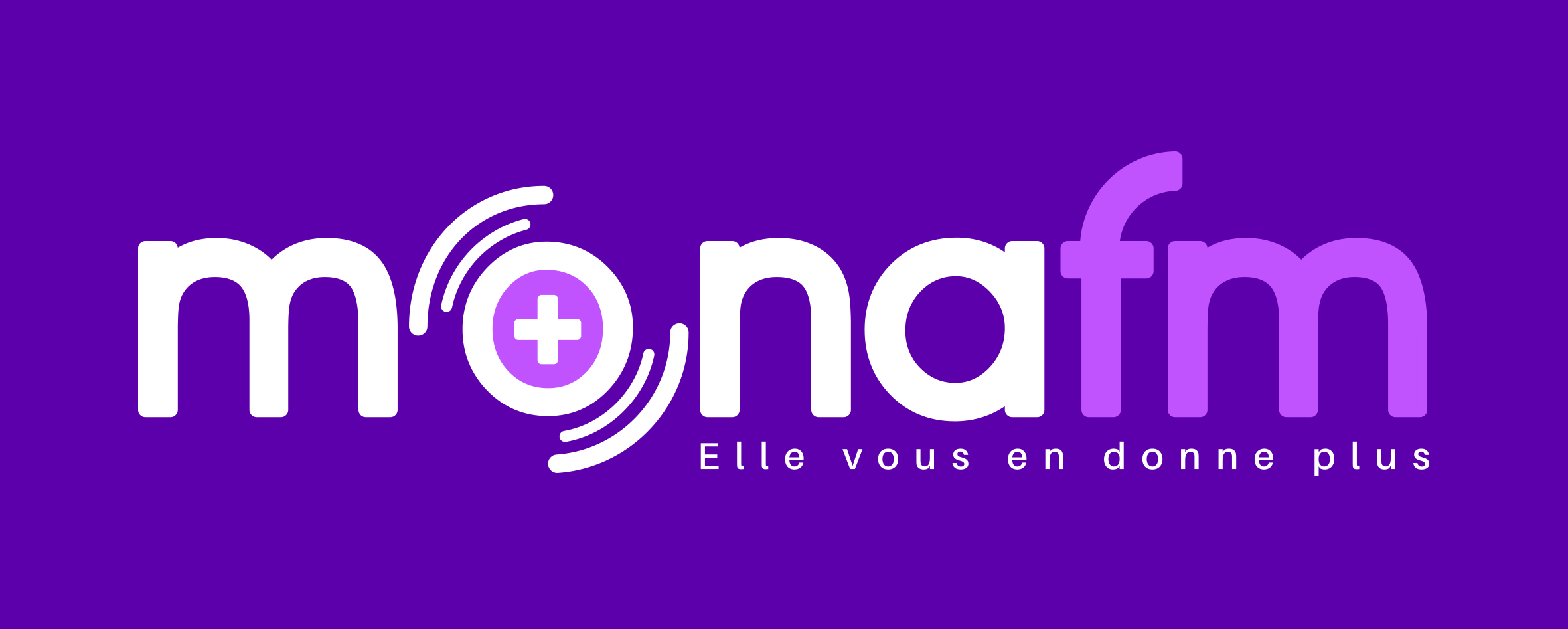
Logo de Mona FM depuis décembre 2015

### Slogans
- de septembre 1998 à septembre 2005 : « Plus proche de vous ! »
- de septembre 2005 à février 2010 : « Le royaume de la chanson populaire »
- de février 2010 à juin 2015 : « La chanson populaire ! »
- depuis janvier 2016 : « Elle vous en donne plus »

## Diffusion
Mona FM émet en bande FM sur quatre fréquences différentes : 90,30 MHz, 99,80 MHz et 101,90 MHz et en DAB+ dans le Nord-Pas-de-Calais. La diffusion de ses ondes via la Tour hertzienne de Villeneuve-d'Ascq débordent de l'autre côté de la frontière ouest de Belgique, comme dans certaines villes et leurs environs frontaliers de la France, Tournai, Mouscron dans la province du Hainaut et Poperinge, 
Courtrai, Avelgem et Renaix situées dans la région flamande. Et sur internet qui permet son écoute en streaming (en direct) et propose de nombreux podcasts gratuits. Mona FM est aussi disponible sur la plupart des postes de radio Internet en streaming.